# 国分寺野外音楽祭 T-SOUL

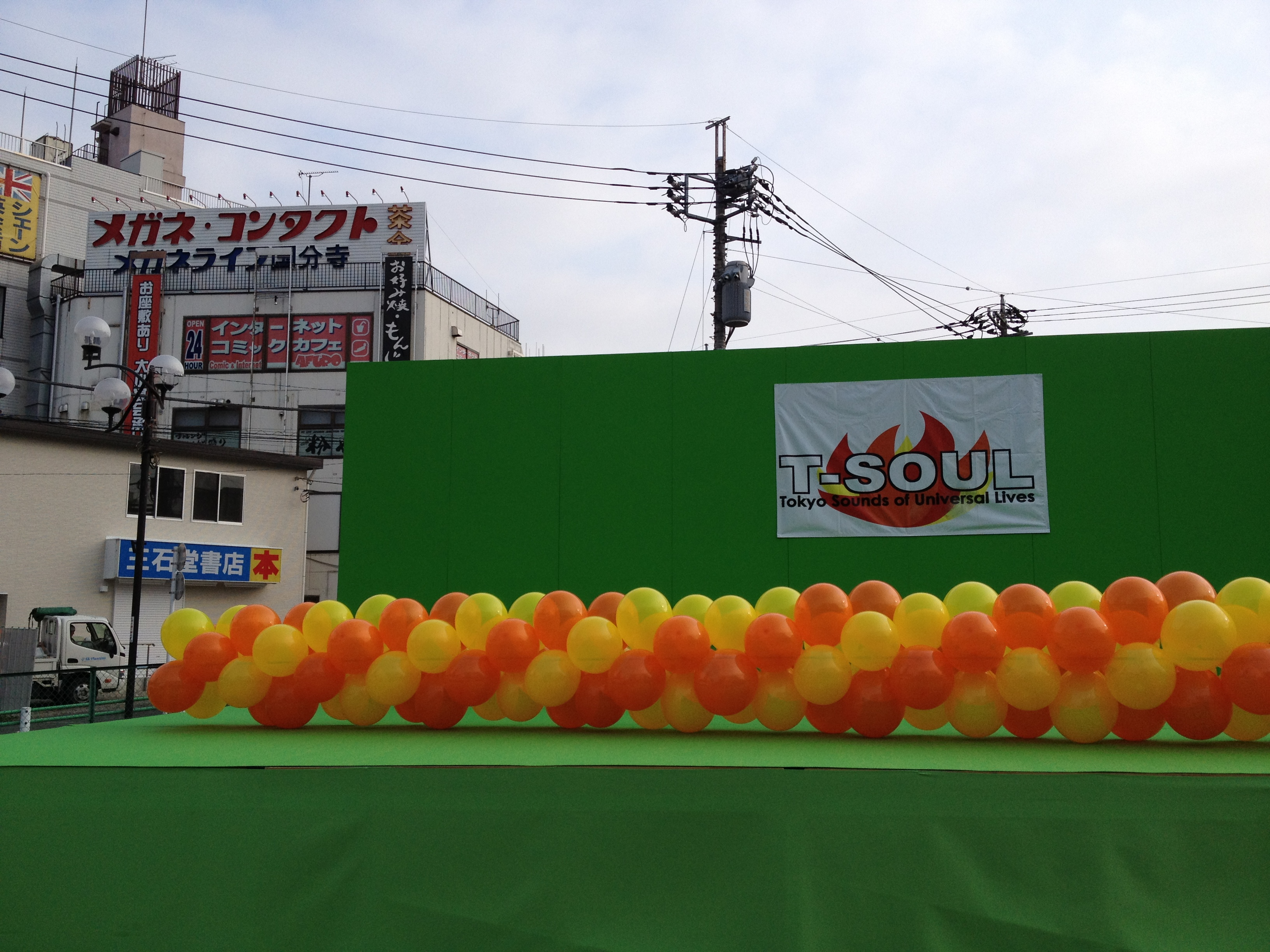
T-SOULビートステージ

国分寺野外音楽祭 T-SOUL (Tokyo Sounds of Universal Lives) とは、東京都国分寺市の国分寺駅北口駅前（ビートステージ）を中心に、南口殿ヶ谷戸公園（COOLステージ）、西国分寺駅前の団地周辺（ウエストステージ）、駅周辺の街角屋外（サテライトステージ）をステージに催される無料の市民音楽祭である。例年、7月最終週（又は8月初週）の土曜日に開催される。
2004年から始まり、多くの市民ボランティアと学生スタッフによって企画・運営している。

## 出演アーティスト
- 2004年 - 2009年： セカハン
- 2008年 - 2009年： OverTheDogs
- 2008年 ： 王様

＊出演者の詳細はHPのHISTORYページ参照

## 年表
| 回 | 年     | 月日    | 時間          | ステージ数 | 参加バンド |
| -- | ------ | ------- | ------------- | ---------- | ---------- |
| 1  | 2004年 | 7月31日 | 12:00 - 19:30 | 3          | 29         |
| 2  | 2005年 | 7月30日 | 12:00 - 19:30 | 2          | 30         |
| 3  | 2006年 | 7月29日 | 12:00 - 19:30 | 2          | 29         |
| 4  | 2007年 | 7月28日 | 12:00 - 19:30 | 2          | 29         |
| 5  | 2008年 | 7月26日 | 12:00 - 19:30 | 3          | 29         |
| 6  | 2009年 | 7月25日 | 12:00 - 21:00 | 5          | 45         |
| 7  | 2010年 | 8月1日  | 12:00 - 21:00 | 6          | 45         |
| 8  | 2011年 | 7月30日 | 10:45 - 19:00 | 6          | 42         |
| 9  | 2012年 | 7月28日 | 10:40 - 19:00 | 4          | 44         |
| 10 | 2013年 | 7月27日 | 10:40 - 20:00 | 9          | 52         |